# Радгосп
Радгосп (скор. від радянське господарство; рос. совхоз) — державне сільськогосподарське підприємство в СРСР. 
За радянською теорією — найвища, «послідовно-соціальна» форма сільського господарства, сільськогосподарська фабрика, з націоналізованими засобами виробництва, фіксованою заробітною платнею й найманою робочою силою, чим відрізняється від колгоспу, комуни та товариства спільної обробки землі (ТСОЗ), де використовувалась система трудоднів. Див. Державні селяни.

## Історія

### Створення
У 1919-1920 рр., як частина системи "воєнного комунізму", радгоспи запроваджувалися більшовиками примусово шляхом відбирання від селян землі та реманенту. В Українській РСР до літа 1919 так було створено 1 256 радгоспів, що мали 1,2 млн десятин землі (більше ніж у Росії). Крім того, 1,2 млн десятин землі відібрано в українських селян для цукрової й гуральної промисловості. Освоїти ж радгоспи спромоглися менше половини цих земель. Запровадження радгоспів (разом з комунами) викликало селянські повстання, і тому VIII конференція РКП(б) у грудні 1919 р. ухвалила сповільнити утворення радгоспів в Українській РСР. У 1920 р. їх залишилося лише 571 з 375 700 (переважно у степовій зоні), у 1923 р. — 423 з 221 980 десятин землі (0,65 % усієї).

### НЕП
За НЕП радгоспи були об'єднані у різні трести, існувало також близько 100 радгоспів, що належали окремим промисловим заводам для прогодування робітників. У 1925 р. радгоспи Укррадгосптресту здавали селянам в оренду понад 20 % своїх земель за половину врожаю, бо не могли самі їх обробити. У 1927 р. радгоспи мали лише 1,8 % всіх основних фондів сільського господарства, 0,9 % худоби й 4,9 % всього реманенту. Держава, субсидіюючи радгоспи, виділяла їм трактори і машини у першу чергу, намагаючись зробити їх зразковими господарствами.

### Колективізація
Під час суцільної колективізації сільські господарства - радгоспи з допомогою своїх політичних відділів сприяли насильницькому утворенню колгоспів. Одночасно у КПРС виник рух перетворення колгоспів на радгоспи, а також ухвалено організувати у степових районах нові, величезні зернові радгоспи-фабрики (так звана гігантоманія, у 1929-1932 рр. в УРСР і в Кримській АРСР — 1936 р.). Деякі з них мали понад 100 000 га землі, а середньому — 53 175 га. Їм виділялися найкращі імпортні машини й великі капітали, проте вони були нерентабельні й малопродуктивні, і тому у 1932 р. їх розукрупнено. Усього трестованих радгоспів в УРСР на початку 1934  р. було 768. Крім того, було ще багато так званих приписних радгоспів, що належали окремим промисловим підприємствам та установам. На 1934 р. усі радгоспи УРСР мали З 404 000 га посівів, 11 828 тракторів, 309 000 голів робочої худоби, 703 000 голів великої рогатої худоби (у т. ч. 292 000 корів), 1 262 000 свиней та 631 000 овець і кіз. Пізніше почали створюватися спеціалізовані підміські радгоспи для постачання харчів населенню міст. Радгоспи виникли також в системі НКВС, у яких працювали в'язні.
| Характеристика середнього радгоспу в УРСР (всіх систем) | Характеристика середнього радгоспу в УРСР (всіх систем) | Характеристика середнього радгоспу в УРСР (всіх систем) | Характеристика середнього радгоспу в УРСР (всіх систем) |
| у середньому на 1 радгосп                               | 1940 р.                                                 | 1958 р.                                                 | 1969 р.                                                 |
| ------------------------------------------------------- | ------------------------------------------------------- | ------------------------------------------------------- | ------------------------------------------------------- |
| Усього радгоспів                                        | 929                                                     | 816                                                     | 1 543                                                   |
| Працівників                                             | 326                                                     | 578                                                     | 635                                                     |
| Основних фондів (тис. крб)                              | 2741                                                    | 1 206                                                   | 2 991                                                   |
| Землі (га)                                              | 4 240                                                   | 6 537                                                   | 6 061                                                   |
| Посівів (га)                                            | 2 485                                                   | 4 229                                                   | 3 746                                                   |
| Тракторів (штук)                                        | 15                                                      | 27                                                      | 40                                                      |
| Вантажних автівок (штук)                                | 4                                                       | 18                                                      | 26                                                      |
| Електрики (тис. кВт⋅год)                                | 562                                                     | 290                                                     | 882                                                     |
| Всієї тяглової сили (кінської сили)3                    | 489                                                     | 3 410                                                   | 6 858                                                   |
| Великої рогатої худоби                                  | 448                                                     | 1 165                                                   | 1 833                                                   |
| у т. ч. корів                                           | 174                                                     | 407                                                     | 685                                                     |
| Свиней                                                  | 576                                                     | 2 012                                                   | 1277                                                    |
| Овець і кіз                                             | 587                                                     | 1356                                                    | 1058                                                    |
| Зерна, валовий збір (т)                                 | 1 665                                                   | 3 352                                                   | 3 932                                                   |
| М'яса й сала (т)                                        | 57                                                      | 157                                                     | 194                                                     |
| Молока (т)                                              | 381                                                     | 976                                                     | 1 612                                                   |

1 За крб 1961 р. За цінами 1940 р. — 1 624 тис. крб.
2 Приблизно.
3 Включає потужність моторів без навантаження, робочих волів та коней; підсумовано за коефіцієнтом механічних кінських сил.

### Повоєнний період
У 1945 р. в УРСР було 784 радгоспів усіх систем; вони мали 1 172 000 га посівів, 198 000 працівників і 6 400 тракторів. Подальше зростання радгоспів в УРСР таке: 1958 — 816, 1960 — 902, 1965 — 1343, 1970 — 1605. На початку 1960-х pp. в КПРС виникли потужні ініціативи, що обстоювали поступове перетворення усіх колгоспів на радгоспи. У 1969 р. на середній колгосп припадало 553 двори, близько 650 працездатних робітників, 2 600 га посіву, 1 360 голів великої рогатої худоби (у т. ч. 441 корів), 1 025 свиней, 668 овець та кіз. Середній радгосп, отже, був приблизно на третину більший ніж середній колгосп. Найбільші радгоспи були у степу, середні — на Ліво- та Правобережжі, найменші - на Поліссі й Західній Україні. У 1970 р. в Українській РСР радгоспам належало 21,7 % усіх сільськогосподарських земель, колгоспам — 77,1 %.

## Економіка радгоспів
Економічна доцільність радгоспів полягала у тому, що вони були трохи продуктивніші і більш товарні ніж колгоспи. Також, держава платила радгоспам на третину нижчі заготівельні ціни ніж колгоспам, а потім перепродавала їхню продукцію промисловості та міським споживачам з великим монополістичним зиском, що надходив до державного бюджету як податок з обігу.
Радгоспи давали 14,9 % всієї валової продукції сільського господарства. Продуктивність землі у радгоспах була дещо вищою ніж у колгоспах, але і в колгоспах, і в радгоспах вона була значно нижчою ніж у присадибних господарствах. Товарність радгоспів також була дещо вищою ніж у колгоспів (у 1970 р. вони здали державі 38 % усього валового збору зерна проти 33 % зданих колгоспами).
Нижчі ціни, що їх держава платила радгоспам порівняно з колгоспами, пояснюються потребою підвищити життєвий стандарт та реальні доходи колгоспників. У радгоспах Української РСР фактична оплата 1 людино-дня у 1960 р. була 2,22 крб., у колгоспах — лише 1,19 крб., у 1964 р. відповідно 2,88 та 2,26 крб. При тому, колгоспник працював у колгоспі протягом доби більше ніж робітник радгоспу (за даними з липня 1963 р. — 37 % часу на добу, робітник радгоспу — 29,5 %, промисловості — 28,7 %). Робочий день колгоспника ненормований, а робітник радгоспу працював лише 7 год., як у промисловості. Крім того, заробітна платня робітників радгоспу постійна (від 1968 з 2,34 до 3,10 крб. на день на кінноручних і 2,63 до 6 крб. на механізованих роботах), у колгоспах гарантована лише мінімальна платня, а кінцева залежала від врожаю та державних заготівель.
Державні ціни на машини, пальне, будівельні матеріали, хімічні добрива, тощо були однаковими у радгоспах і колгоспах, але колгоспи повинні були самі оплачувати ще й перевезення цих вантажів залізницею. Не зважаючи на те, що у радгоспах зарплата вища, а машин більше ніж у колгоспах, собівартість більшості видів продукції у радгоспах дещо нижчою або такою ж як в колгоспах (дані за 1970 р.). Оскільки держава платила радгоспам за нижчими заготівельними цінами ніж колгоспам, собівартість у радгоспах часто не покривалася, відповідно збитки були значно більшими ніж в колгоспах. Так, у 1970 р. продукція м'яса в Українській РСР давала колгоспам близько 15 % збитків на кожному центнері, а радгоспам — близько 28 %; зерно — 40 % і 15 % прибутку; молоко й яйця були однаково прибуткові. Раніше нерентабельність радгоспів була ще більша.
Економіку радгоспів дещо поліпшувала спеціалізація. Протягом 1958-1964 рр. кількість спеціалізованих зернових радгоспів зменшилася з 16 % до 1 %, натомість значно зросла кількість інших. Так, у 1969 р. — 18,1 % радгоспів спеціалізувалися на овочах та городині, 22,0 % — на молоці й м'ясі, 13,1 % — на плодових і виноградництві, 10,2 % — на птахівництві, 8,4 % — на буряківництві.
В РРФСР питома вага радгоспів у сільському господарстві була значно більшою ніж в Українській РСР. У 1970 р. їм належало 53,5 % всіх сільськогосподарських земель, а колгоспам — 45,6 %. Радгоспи в РРФСР упривілейовані тим, що держава платила за їх продукцію за цінам, що на 15-100 % були вищими ніж в Українській РСР. Оплата праці в російських радгоспах була теж на 8,4 % вищою ніж в Українській РСР (дані за 1965-1967 рр.). Економічного виправдання для такої дискримінації українських радгоспів не було.